# Placówka Straży Celnej „Tudjów”

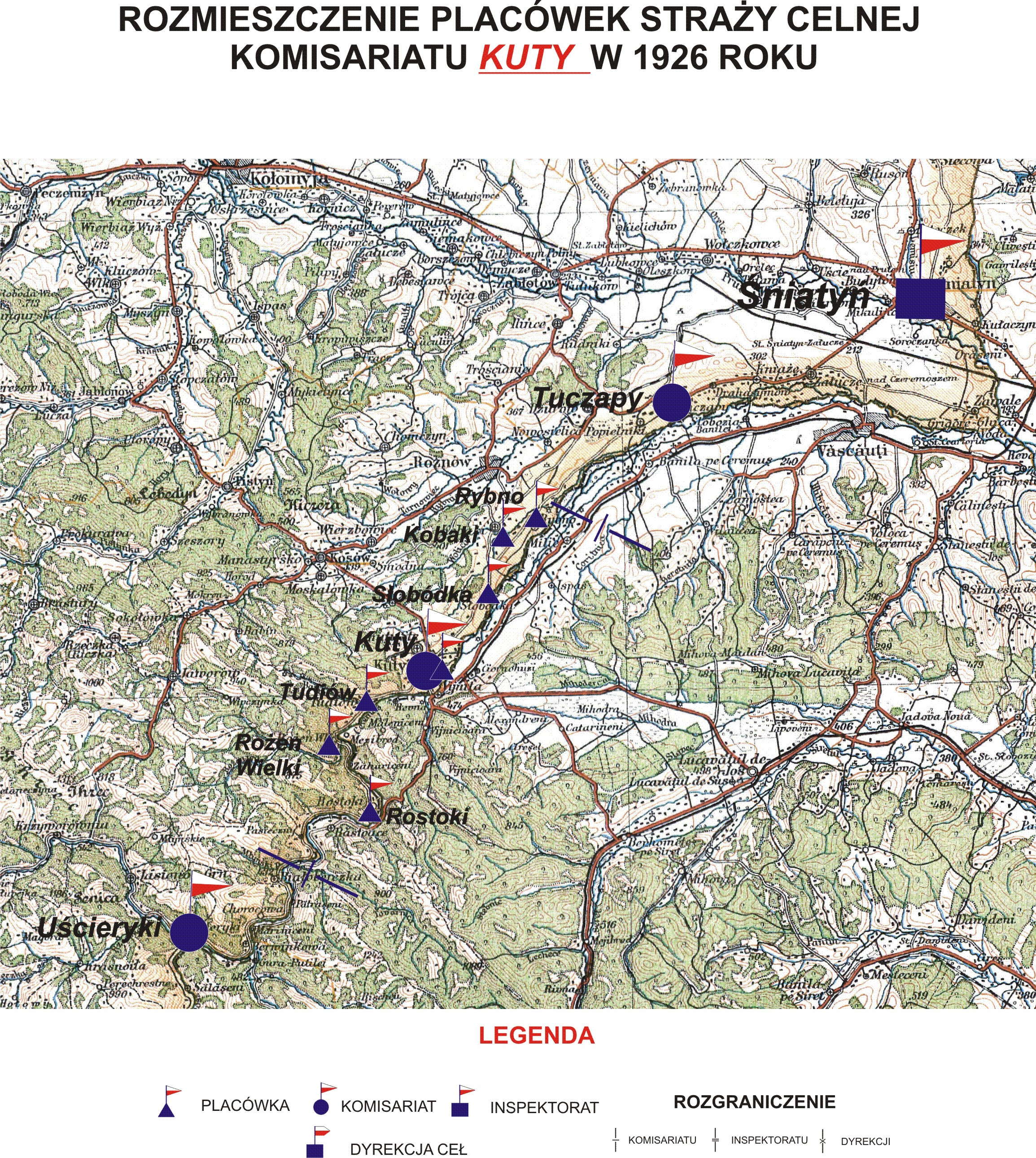
Rozmieszczenie placówek komisariatu SC Kuty w 1926 r.

Placówka Straży Celnej „Tudiów” – jednostka organizacyjna Straży Celnej pełniąca w okresie międzywojennym służbę ochronną na granicy polsko-rumuńskiej.

## Formowanie i zmiany organizacyjne
Na wniosek Ministerstwa Skarbu, uchwałą z 10 marca 1920 roku, powołano do życia Straż Celną. Od połowy 1921 roku jednostki Straży Celnej rozpoczęły przejmowanie odcinków granicy od pododdziałów Batalionów Celnych. W 1921 roku w Kutach stacjonował sztab 3 kompanii 11 batalionu celnego. Kompania wystawiała między innymi placówkę w Tudjowie. Proces tworzenia Straży Celnej trwał do końca 1922 roku. Placówka Straży Celnej „Tudjów” weszła w podporządkowanie komisariatu Straży Celnej „Kuty” z Inspektoratu SC „Śniatyn”.
W drugiej połowie 1927 roku przystąpiono do gruntownej reorganizacji Straży Celnej. W praktyce skutkowało to rozwiązaniem tej formacji granicznej. Ochronę północnej, zachodniej i południowej granicy państwa przejęła powołana z dniem 2 kwietnia 1928 roku Straż Graniczna.
Rozkazem nr 5 z 16 maja 1928 roku w sprawie organizacji Małopolskiego Inspektoratu Okręgowego dowódca Straży Granicznej gen. bryg. Stefan Pasławski określił powołał komisariatu SG „Kosów”, ale dopiero rozkazem nr 1 z 29 stycznia 1934 roku w sprawach [...] zmian przydziałów, komendant Straży Granicznej płk Jan Jur-Gorzechowski utworzył placówkę I linii „Tudiów”.

## Funkcjonariusze placówki
Kierownicy placówki
| stopień    | imię i nazwisko, numer | okres pełnienia służby | kolejne stanowisko |
| ---------- | ---------------------- | ---------------------- | ------------------ |
| przodownik | Ignacy Seweryn (165)   | był w 1926             |                    |

Obsada personalna placówki w 1926:
- przodownik Ignacy Seweryn (165)
- starszy strażnik Alojzy Czaplewski (577)
- starszy strażnik Łucki Władysław (1672)
- strażnik Wojciech Lelito (1968)
- strażnik Franciszek Krzyś (2068)
- strażnik Józef Janton (1390)
- strażnik Władysław Walczak (609)
- strażnik Józef Szurmiak (2044)
- strażnik Ludwik Drzymała (2027)